# Brocker
Als Brocker wird der Schnabel des Auerhahns bezeichnet. Diese Vogelart, die zur Unterfamilie der Raufußhühner gehört, ernährt sich unter anderem von den Nadeln der Nadelbäume. Die Namensgebung des Schnabels hat seinen Ursprung in den Nahrungsgewohnheiten des Auerhahns. Die Nadeln zupft (brockt) er mit seinem harten Schnabel von den Ästen.